# Mesfin Adimasu
Mesfin Abebe Adimasu (5 marzo 1985) è un ex maratoneta etiope.

## Competizioni internazionali
2006
- 9º alla Maratona di Rotterdam ( Rotterdam) - 2h09'44"

2007
- 5º alla Maratona di Berlino ( Berlino) - 2h09'49"
- 19º alla Maratona di Parigi ( Parigi) - 2h19'41"
- 6º alla Mezza maratona di Egmond aan Zee ( Egmond aan Zee) - 1h06'04"
- 8º alla 20 km di Alphen aan den Rijn ( Alphen aan den Rijn) - 1h00'41"
- 6º alla Montferland Run ( 's-Heerenberg), 15 km - 44'37"

2008
- 5º alla Maratona di Berlino ( Berlino) - 2h12'02"
- 7º alla Maratona di Amburgo ( Amburgo) - 2h10'23"

2009
- 7º alla Maratona di Rotterdam ( Rotterdam) - 2h09'31"
- 7º alla Maratona di Dubai ( Dubai) - 2h12'23"
- 10º alla 20 km di Alphen aan den Rijn ( Alphen aan den Rijn) - 1h01'22"

2010
- Bronzo alla Maratona di Vienna ( Vienna) - 2h09'41"

2011
- Argento alla Maratona di Metz ( Metz) - 2h16'04"
- 5º alla Maratona di Tallinn ( Tallinn) - 2h19'40"

2012
- Argento alla Maratona di Taipei ( Taipei) - 2h21'40"